# Grammy Awards de 2019
A 61.ª cerimônia anual do Grammy Awards foi realizada em 10 de fevereiro de 2019. A transmissão ocorreu pela rede televisiva CBS no Staples Center, em Los Angeles.
O processo de elegibilidade aconteceu de 1.º de outubro de 2017 a 30 de setembro de 2018, e as nomeações foram anunciadas em 7 de dezembro de 2018.
Devido à contribuição artística e filantrópica, a artista country Dolly Parton foi homenageada pelo Pessoa do Ano MusiCares, em 8 de fevereiro de 2019.
Anunciadas em 7 de dezembro de 2018, as nomeações contemplaram o trabalho de melhores gravações, composições e artistas do ano dentro do período de elegibilidade. Com um total de oito indicações, Kendrick Lamar liderou as categorias; seguidamente, Drake, com sete nomeações, e Boi-1da e Brandi Carlile com seis indicações.
Na cerimônia, Kacey Musgraves e Childish Gambino obtiveram o maior número de prêmios, contabilizando um total de quatro gramofones, incluindo a categoria de Álbum do Ano, de Kacey, por Golden Hour, sendo a primeira a vencer com álbum country desde Fearless (2010), de Taylor Swift.

## Anúncio das indicações
As indicações iriam ser anunciadas em 5 de dezembro de 2018, mas foram adiadas para sexta-feira, 7 de dezembro de 2018, após a morte e funeral de estado do ex-presidente estadunidense George H. W. Bush.

## Apresentações
| Artista(s)                                                                       | Canção(ões) | Apresentado por              |
| -------------------------------------------------------------------------------- | --- | ---------------------------- |
| Camila Cabello J Balvin Ricky Martin Young Thug Arturo Sandoval                  | "Havana" (Camila Cabello e Young Thug) "Pégate" (Camila Cabello e Ricky Martin) "Mi gente" (Camila Cabello, Ricky Martin e J Balvin)                                                           | —                            |
| Shawn Mendes Miley Cyrus                                                         | "In My Blood" | Alicia Keys                  |
| Kacey Musgraves                                                                  | "Rainbow" | Nina Dobrev                  |
| Janelle Monáe                                                                    | "Make Me Feel" Django Jane" Pynk" | Alicia Keys                  |
| Post Malone Red Hot Chili Peppers                                                | "Stay" "Rockstar" "Dark Necessities" | Alicia Keys                  |
| Kacey Musgraves Katy Perry Miley Cyrus Little Big Town Maren Morris Dolly Parton | Tributo a Dolly Parton: "Here You Come Again" Jolene" After the Gold Rush" "Red Shoes" "9 to 5"                                                                                                | Anna Kendrick                |
| H.E.R.                                                                           | "Hard Place" | Alicia Keys                  |
| Cardi B Chloe Flower                                                             | "Money" | Alicia Keys                  |
| Alicia Keys                                                                      | Medley: "Maple Leaf Rag" Killing Me Softly with His Song" Unforgettable" Clocks" Use Somebody" Boo'd Up" In My Feelings" Doo Wop (That Thing)" Empire State of Mind"                           | —                            |
| Dan + Shay                                                                       | "Tequila" | —                            |
| Diana Ross                                                                       | "The Best Years of My Life" "Reach Out and Touch (Somebody's Hand)" | Raif-Henok Emmanuel Kendrick |
| Lady Gaga Mark Ronson Andrew Wyatt Anthony Rossomando                            | "Shallow" | Alicia Keys                  |
| Travis Scott James Blake Philip Bailey                                           | "Stop Trying to Be God" "No Bystanders" | Eve Swizz Beatz              |
| Jennifer Lopez Smokey Robinson Alicia Keys Ne-Yo                                 | Motown 60: A Grammy Celebration "Dancing in the Street" Please Mr. Postman" Money (That's What I Want)" Do You Love Me" ABC" My Girl" Papa Was a Rollin' Stone" War" Square Biz" Another Star" | Alicia Keys Smokey Robinson  |
| Brandi Carlile                                                                   | "The Joke" | Kelsea Ballerini             |
| Chloe x Halle                                                                    | Tributo a Donny Hathaway: "Where is the Love" | Leon Bridges Charlie Wilson  |
| St. Vincent Dua Lipa                                                             | "Masseduction" "One Kiss" | Wilmer Valderrama            |
| Fantasia Andra Day Yolanda Adams                                                 | Tributo a Aretha Franklin: "(You Make Me Feel Like) A Natural Woman" | —                            |

## Vencedores e indicados

### Geral
| Gravação do ano (apresentado por Alicia Keys) - "This Is America" – Childish Gambino - "I Like It" – Cardi B, Bad Bunny & J Balvin - "The Joke" – Brandi Carlile - "God's Plan" – Drake - "Shallow" – Lady Gaga & Bradley Cooper - "All the Stars" – Kendrick Lamar & SZA - "Rockstar" – Post Malone & 21 Savage - "The Middle" – Zedd, Maren Morris & Grey | Álbum do ano (apresentado por Alicia Keys) - Golden Hour – Kacey Musgraves - Invasion of Privacy – Cardi B - By the Way, I Forgive You – Brandi Carlile - Scorpion – Drake - H.E.R. – H.E.R. - Beerbongs & Bentleys – Post Malone - Dirty Computer – Janelle Monáe - Black Panther: The Album, Music From And Inspired By – Vários artistas |
| Canção do ano (apresentado por Alicia Keys e John Mayer) - "This Is America" – Childish Gambino - "Shallow" – Lady Gaga & Bradley Cooper - "All the Stars" – Kendrick Lamar & SZA - "Boo'd Up" – Ella Mai - "God's Plan" – Drake - "In My Blood" – Shawn Mendes - "The Joke" – Brandi Carlile - "The Middle" – Zedd, Maren Morris & Grey                    | Artista revelação (apresentado por Alessia Cara e Bob Newhart) - Dua Lipa - Chloe x Halle - Luke Combs - Greta Van Fleet - H.E.R. - Margo Price - Bebe Rexha - Jorja Smith |

### Pop
| Melhor desempenho solo de pop - "Joanne (Where Do You Think You're Goin'?)" – Lady Gaga - "Colors" – Beck - "Havana" – Camila Cabello - "God Is a Woman" – Ariana Grande - "Better Now" – Post Malone | Melhor desempenho de pop em duo ou grupo (apresentado por Devin McCourty e Julian Edelman) - "Shallow" – Lady Gaga & Bradley Cooper - "Fall in Line" – Christina Aguilera & Demi Lovato - "Don't Go Breaking My Heart" – Backstreet Boys - "'S Wonderful" – Tony Bennett & Diana Krall - "Girls Like You" – Maroon 5 com part. de Cardi B - "Say Something" – Justin Timberlake com part. de Chris Stapleton - "The Middle" – Zedd, Maren Morris & Grey |
| Melhor álbum vocal de pop tradicional - My Way – Willie Nelson - Love Is Here to Stay – Tony Bennett & Diana Krall - Standards – Seal - The Music...The Mem'ries...The Magic – Barbra Streisand       | Melhor álbum vocal de pop - Sweetener – Ariana Grande - Camila – Camila Cabello - Meaning of Life – Kelly Clarkson - Shawn Mendes – Shawn Mendes - Beautiful Trauma – Pink - Reputation – Taylor Swift |

### Dance/Eletrônica
| Melhor gravação de dance - "Electricity" – Silk City & Dua Lipa - "Northern Soul" – Above & Beyond - "Ultimatum" – Disclosure - "Losing It" – Fisher - "Ghost Voices" – Virtual Self | Melhor álbum de dance ou música eletrônica - Woman Worldwide – Justice - Singularity – Jon Hopkins - Treehouse – Sofi Tukker - Oil of Every Pearl's Un-Insides – Sophie - Lune Rouge – TOKiMONSTA |

### Música Instrumental Contemporânea
| Melhor álbum instrumental contemporâneo - Steve Gadd Band – Steve Gadd Band - The Emancipation Procrastination – Christian Scott aTunde Adjuah - Modern Lore – Julian Lage - Laid Black – Marcus Miller - Protocol IV – Simon Phillips |

### Rock
| Melhor performance de rock - "When Bad Does Good" – Chris Cornell (póstumo) - "Four Out of Five" – Arctic Monkeys - "Made in America" – Fever 333 - "Highway Tune" – Greta Van Fleet - "Uncomfortable" – Halestorm | Melhor performance de Metal - "Electric Messiah" – High on Fire - "Condemned to the Gallows" – Between the Buried and Me - "Honeycomb" – Deafheaven - "Betrayer" – Trivium - "On My Teeth" – Underoath |
| Melhor canção de rock - "Masseduction" – Jack Antonoff & Annie Clark - "Black Smoke Rising" – Greta Van Fleet - "Jumpsuit" – Twenty One Pilots - "Mantra" – Bring Me the Horizon - "Rats" – Ghost                  | Melhor álbum de rock - From the Fires – Greta Van Fleet - Rainier Fog – Alice in Chains - Mania – Fall Out Boy - Prequelle – Ghost - Pacific Daydream – Weezer                                         |

### R&B
| Melhor performance de R&B - "Best Part" – H.E.R. com part. de Daniel Caesar - "Long As I Live" – Toni Braxton - "Summer" – Beyoncé & Jay Z - "Y O Y" – Lalah Hathaway - "First Began" – PJ Morton                 | Melhor performance de R&B tradicional - "Bet Ain't Worth the End" – Leon Bridges - "How Deep Is Your Love" – PJ Morton com part. de Yebba - "Don't Fall Apart On Me Tonight" – Bettye Lavette - "Honest" – Major - "Made For Love" – Charlie Wilson com part. de Lalah Hathaway |
| Melhor canção de R&B - "Boo'd Up" – Ella Mai - "Come Through and Chill" – Miguel com part. de J. Cole & Salaam Remi - "Feels Like Summer" – Childish Gambino - "Focus" – H.E.R. - "Long As I Live" – Toni Braxton | Melhor álbum urbano contemporâneo - Everything Is Love – Beyoncé & Jay Z - The Kids Are Alright – Chloe x Halle - War & Leisure – Miguel - Ventriloquism – Meshell Ndegeocello                                                                                                  |
| Melhor álbum de R&B (apresentado por BTS) - H.E.R. – H.E.R. - Sex & Cigarettes – Toni Braxton - Good Thing – Leon Bridges - Honestly – Lalah Hathaway - Gumbo Unplugged – PJ Morton                               | |

### Rap
| Melhor Performance de Rap - "King's Dead" – Kendrick Lamar, Jay Rock, Future & James Blake - "Bubblin" – Anderson .Paak - "Be Careful" – Cardi B - "Nice For What" – Drake - "Sicko Mode" – Travis Scott com part. de Drake                                    | Melhor Performance de Rap/Cantada - "This Is America" – Childish Gambino - "Like I Do" – Christina Aguilera com part. de GoldLink - "Pretty Little Fears" – 6lack com part. de J. Cole - "All the Stars" – Kendrick Lamar & SZA - "Rockstar" – Post Malone com part. de 21 Savage |
| Melhor Canção de Rap (apresentado por Dan + Shay) - "God's Plan" – Drake - "King's Dead" – Kendrick Lamar, Jay Rock, Future & James Blake - "Lucky You" – Eminem com part. de Joyner Lucas - "Sicko Mode" – Travis Scott com part. de Drake - "Win" – Jay Rock | Melhor Álbum de Rap (apresentado por Chloe x Halle) - Invasion of Privacy – Cardi B - Swimming – Mac Miller - Vicory Lap – Nipsey Hussle - Daytona – Pusha T - Astroworld – Travis Scott                                                                                          |

### Country
| Melhor Performance Solo de Country - "Butterflies" – Kacey Musgraves - "Wouldn't It Be Great?" – Loretta Lynn - "Mona Lisas and Mad Hatters" – Maren Morris - "Millionaire" – Chris Stapleton - "Parallel Line" – Keith Urban                                        | Melhor Performance Country em Duo/Grupo - "Tequila" – Dan + Shay - "Shoot Me Straight" – Brothers Osborne - "When Someone Stops Loving You" – Little Big Town - "Dear Hate" – Maren Morris com part. de Vince Gill - "Meant to Be" – Bebe Rexha & Florida Georgia Line      |
| Melhor Canção de Country - "Space Cowboy" – Kacey Musgraves - "Break Up in the End" – Cole Swindell - "Dear Hate" – Maren Morris com part. de Vince Gill - "I Lived It" – Blake Shelton - "Tequila" – Dan + Shay - "When Someone Stops Loving You" – Little Big Town | Melhor Álbum de Country (apresentado por Kane Brown, Meghan Trainor e Luke Combs) - Golden Hour – Kacey Musgraves - Unapologetically – Kelsea Ballerini - Port Saint Joe – Brothers Osborne - Girl Going Nowhere – Ashley McBryde - From a Room: Volume 2 – Chris Stapleton |

### New age
| Melhor Álbum de New Age - Opium Moon – Opium Moon - Hiraeth – Lisa Gerrard & David Kuckhermann - Beloved – Snatam Kaur - Molecules of Motion – Steve Roach - Moku Maluhia: Peaceful Island – Jim Kimo West |

### Jazz
| Melhor Improvisação de Jazz Solo - "Don't Fence Me In" – John Daversa - "Some of That Sunshine" – Regina Carter - "We See" – Fred Hersch - "De-Dah" – Brad Mehldau - "Cadenas" – Miguel Zenón                                                                                | Melhor Álbum Vocal de Jazz - The Window – Cécile McLorin Salvant - My Mood Is You – Freddy Cole - The Questions – Kurt Elling - The Subject Tonight Is Love – Kate McGarry, Keith Ganz & Gary Versace - If You Really Want – Raul Midón |
| Melhor Álbum Instrumental de Jazz - Emanon – The Wayne Shorter Quartet - Diamond Cut – Tia Fuller - Live in Europe – Fred Hersch Trio - Seymour Reads the Constitution! – Brad Mehldau Trio - Still Dreaming – Joshua Redman                                                 | Melhor Álbum de um Grupo de Jazz - American Dreamers: Voices of Hope, Music of Freedom – John Daversa Big Band com part. de DACA Artists - All About That Basie – Count Basie Orchestra - Presence – Orrin Evans - All Can Work – John Hollenbeck Large Ensemble - Barefoot Dances and Other Visions – Jim McNeely & The Frankfurt Radio Big Band |
| Melhor Álbum de Jazz Latino - Back to the Sunset – Dafnis Prieto Big Band - Heart of Brazil – Eddie Daniels - West Side Story Reimagined – Bobby Sanabria Multiverse Big Band - Cinque – Elio Villafranca - Yo Soy La Tradición – Miguel Zenón com part. de Spektral Quartet | |

### Gospel/Música Cristã Contemporânea
| Melhor Canção de Gospel - "Never Alone" – Tori Kelly com part. de Kirk Franklin - "You Will Win" – Jekalyn Carr - "Won't He Do It" – Koryn Hawthorne - "Cycles" – Jonathan McReynolds com part. de DOE - "A Great Work" – Brian Courtney Wilson | Melhor Canção de Música Cristã Contemporânea - "You Say" – Lauren Daigle - "Reckless Love" – Cory Asbury - "Joy." – For King & Country - "Grace Got You" – MercyMe com part. de John Reuben - "Known" – Tauren Wells                              |
| Melhor Álbum de Gospel - Hiding Place – Tori Kelly - One Nation Under God – Jekalyn Carr - Make Room – Jonathan McReynolds - The Other Side – The Walls Group - A Great Work – Brian Courtney Wilson                                            | Melhor Álbum de Música Cristã Contemporânea - Look Up Child – Lauren Daigle - Hallelujah Here Below – Elevation Worship - Living With a Fire – Jesus Culture - Surrounded – Michael W. Smith - Survivor: Live from Harding Prison – Zach Williams |
| Melhor Álbum de Raízes Gospel - Unexpected – Jason Crabb - Clear Skies – Ernie Haase & Signature Sound - Favorites: Revisited by Request – The Isaacs - Still Standing – The Martins - Love Love Love – Gordon Mote                             | |

### Latino
| Melhor Álbum de Pop Latino - Sincera – Claudia Brant - Prometo – Pablo Alborán - Musas (Un Homenaje al Folclore Latinoamericano en Manos de Los Macorinos), Vol 2 – Natalia Lafourcade - 2:00 AM – Raquel Sofía - Vives – Carlos Vives                                                                                       | Melhor Álbum Latino de Rock, Urbano ou Alternativo - Aztlán – Zoé - Claroscura – Aterciopelados - COASTCITY – COASTCITY - Encanto Tropical – Monsieur Periné - Gourmet – Orishas                              |
| Melhor Álbum de Música Regional Mexicana (Incluindo Tejano) - ¡México Por Siempre! – Luis Miguel - Primero Soy Mexicana – Ángela Aguilar - Mitad y Mitad – Calibre 50 - Totalmente Juan Gabriel Vol. II – Aida Cuevas - Cruzando Borders – Los Texmaniacs - Leyendas de Mi Pueblo – Mariachi Sol de Mexico de José Hernández | Melhor Álbum de Latino Tropical - Anniversary – Spanish Harlem Orchestra - Pa' Mi Gente – Charlie Aponte - Legado – Formell y Los Van Van - Orquesta Akokán – Orquesta Akokán - Ponle Actitud – Felipe Peláez |

### Música de Raízes Americanas
| Melhor Performance de Raízes Americanas - "The Joke" – Brandi Carlile - "Kick Rocks" – Sean Ardoin - "St. James Infirmary Blues" – Jon Batiste - "All on My Mind" – Anderson East - "Last Man Standing" – Willie Nelson | Melhor Canção de Raízes Americanas - "The Joke" – Brandi Carlile - "All the Trouble" – Lee Ann Womack - "Build a Bridge" – Mavis Staples - "Knockin' on Your Screen Door" – John Prine - "Summer's End" – John Prine                                                    |
| Melhor Álbum de Americana - By the Way, I Forgive You – Brandi Carlile - Things Have Changed – Bettye LaVette - The Tree of Forgiveness – John Prine - The Lonely, the Lonesome & the Gone – Lee Ann Womack - One Drop of Truth – The Wood Brothers                                                                                   | Melhor Álbum de Bluegrass - The Travelin' McCourys – The Travelin' McCourys - Portraits in Fiddles – Mike Barnett - Sister Sadie II – Sister Sadie - Rivers and Roads – The Special Consensus - North of Despair – Wood & Wire                                          |
| Melhor Álbum de Blues Tradicional - The Blues Is Alive and Well – Buddy Guy - Something Smells Funky 'Round Here – Elvin Bishop's Big Fun Trio - Benton County Relic – Cedric Burnside - No Mercy in This Land – Ben Harper & Charlie Musselwhite - Don't You Feel My Leg (The Naughty Bawdy Blues of Blue Lu Barker) – Maria Muldaur | Melhor Álbum de Blues Contemporâneo - Please Don't Be Dead – Fantastic Negrito - Here in Babylon – Teresa James & the Rhythm Tramps - Cry No More – Danielle Nicole - Out of the Blues – Boz Scaggs - Victor Wainwright and the Train – Victor Wainwright and the Train |
| Melhor Álbum de Folk - All Ashore – Punch Brothers - Whistle Down the Wind – Joan Baez - Black Cowboys – Dom Flemons - Rifles & Rosary Beads – Mary Gauthier - Weed Garden – Iron & Wine | Melhor Álbum de Música Regional Raíz - No 'Ane'i – Kalani Pe'a - Kreole Rock and Soul – Sean Ardoin - Spyboy – Cha Wa - Aloha from Na Hoa – Na Hoa - Mewasinsational: Cree Round Dance Songs – Young Spirit                                                             |

### Reggae
| Melhor Álbum de Reggae - 44/876 – Sting & Shaggy - As the World Turns – Black Uhuru - Reggae Forever – Etana - Rebellion Rises – Ziggy Marley - A Matter of Time – Protoje |

### Música Mundial
| Melhor Álbum de Música Mundial - Freedom – Soweto Gospel Choir - Deran – Bombino - Fenfo – Fatoumata Diawara - Black Times – Seun Kuti & Egypt 80 - The Lost Songs of World War II – Yiddish Glory |

### Infantil
| Melhor Álbum Infantil - All the Sounds – Lucy Kalantari & The Jazz Cats - Building Blocks – Tim Kubart - Falu's Bazaar – Falu - Giants of Science – The Pop Ups - The Nation of Imagine – Frank & Deane |

### Falado
| Melhor Álbum Falado (Incluindo Poesia, Audiolivros e Narrações) - Faith: A Journey for All – Jimmy Carter - Accessory to War – Courtney B. Vance - Calypso – David Sedaris - Creative Quest – Questlove - The Last Black Unicorn – Tiffany Haddish |

### Comédia
| Melhor álbum de comédia - Equanimity & The Bird Revelation – Dave Chappelle - Annihilation – Patton Oswalt - Noble Ape – Jim Gaffigan - Standup for Drummers – Fred Armisen - Tamborine – Chris Rock |

### Mídia visual
| Melhor compilação para mídia visual - The Greatest Showman – Alex Lacamoire, Benj Pasek, Justin Paul e Greg Wells - Call Me by Your Name – Luca Guadagnino e Robin Urdang - Deadpool 2 – David Leitch, Ryan Reynolds e John Houlihan - Lady Bird – Timothy J. Smith, Michael Hill e Brian Ross - Stranger Things – Timothy J. Smith e Nora Felder | Melhor trilha sonora para mídia visual - Black Panther – Ludwig Göransson - Blade Runner 2049 – Benjamin Wallfisch e Hans Zimmer - Coco – Michael Giacchino - The Shape of Water – Alexandre Desplat - Star Wars: The Last Jedi – John Williams |
| Melhor canção para mídia visual - "Shallow" (A Star Is Born) – Lady Gaga, Mark Ronson, Anthony Rossomando e Andrew Wyatt - "All the Stars" (Black Panther) – Kendrick Duckworth, Solana Rowe, Alexander William Shuckburgh, Mark Anthony Spears e Anthony Tiffith - "Mystery of Love" (Call Me by Your Name) – Sufjan Stevens - "Remember Me" (Coco) – Kristen Anderson-Lopez e Robert Lopez - "This Is Me" (The Greatest Showman) – Benj Pasek, Justin Paul | |